# Nizina Kolchidzka

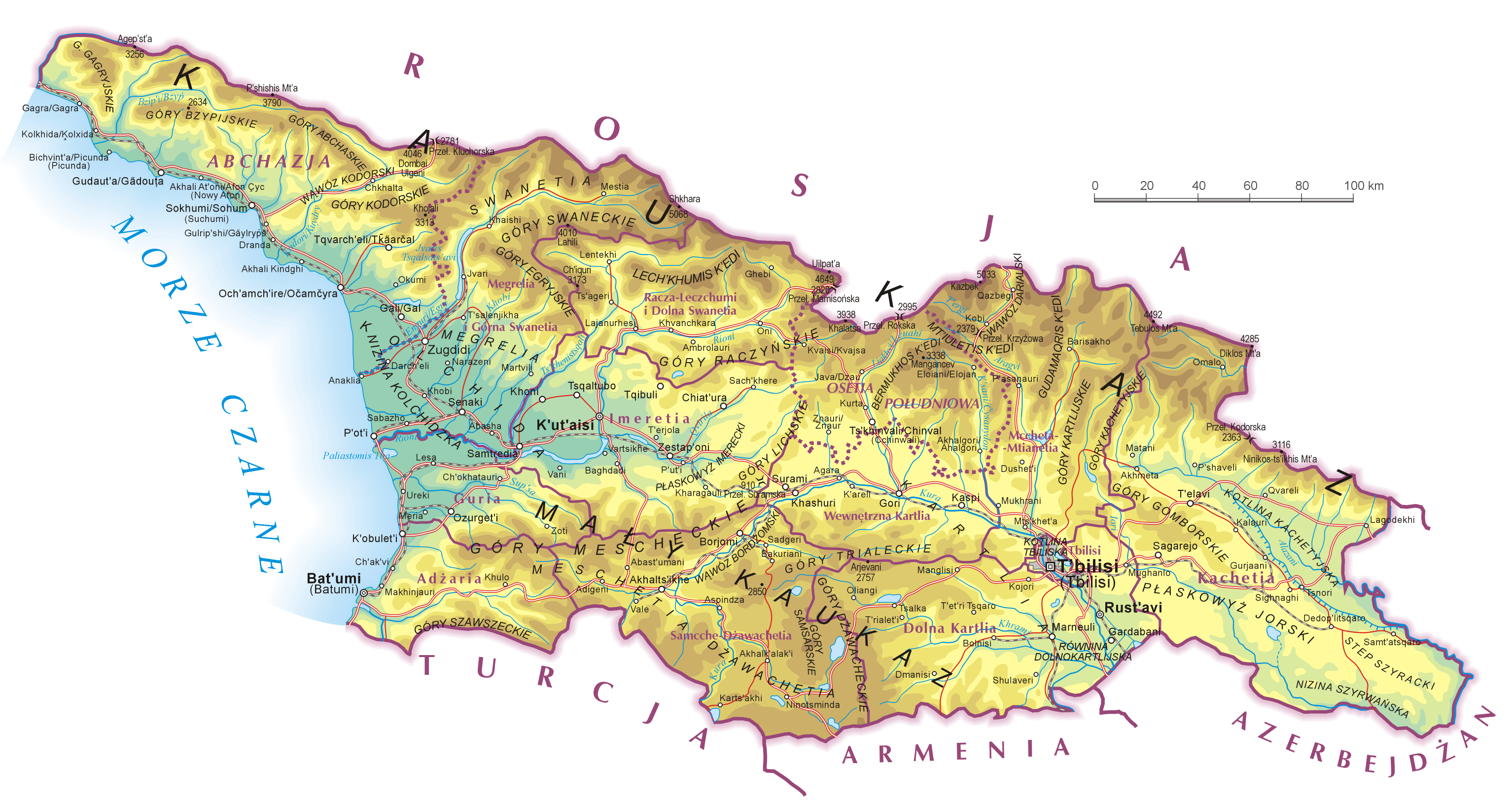
Mapa Gruzji z zaznaczoną Niziną Kolchidzką

Nizina Kolchidzka (gruz. კოლხეთის დაბლობი) - równina aluwialna w Gruzji, rozciągająca się w dolnym biegu rzek Rioni i Inguri, od wybrzeża Morza Czarnego pomiędzy Suchumi a Kobuleti na zachodzie, grzbietem Wielkiego Kaukazu na północy, a grzbietem Małego Kaukazu na południu.
Średnia wysokość to 100–150 m n.p.m.